# 三海倡議

成員國地圖

三海倡議（Three Seas Initiative，Trimarium，3SI 或 TSI），又名波羅的海、亞德里亞海、黑海（BABS）倡議，是一個由12個中東歐歐洲聯盟成員國組成的論壇，自北向南從波羅的海至亞德里亞海和黑海。三海倡議成員國包括奧地利、保加利亞、克羅埃西亞、捷克、愛沙尼亞、匈牙利、拉脫維亞、立陶宛、波蘭、羅馬尼亞、斯洛伐克和斯洛維尼亞。

## 歷史
三海倡議受波蘭兩次世界大戰之間的海間聯邦概念影響，於2015年由波蘭總統安傑伊·杜達和克羅地亞總統科琳達·格拉巴爾-基塔羅維奇發起。
2016年在杜布羅夫尼克舉辦了第一屆峰會。美国、德国和欧盟委员会作为三海倡议的合作伙伴一同出席。
2021年5月18日，会上表示日本、韩国和卡塔尔在三海倡议框架中。
2022年，授予烏克蘭夥伴關係地位。

## 峰會列表

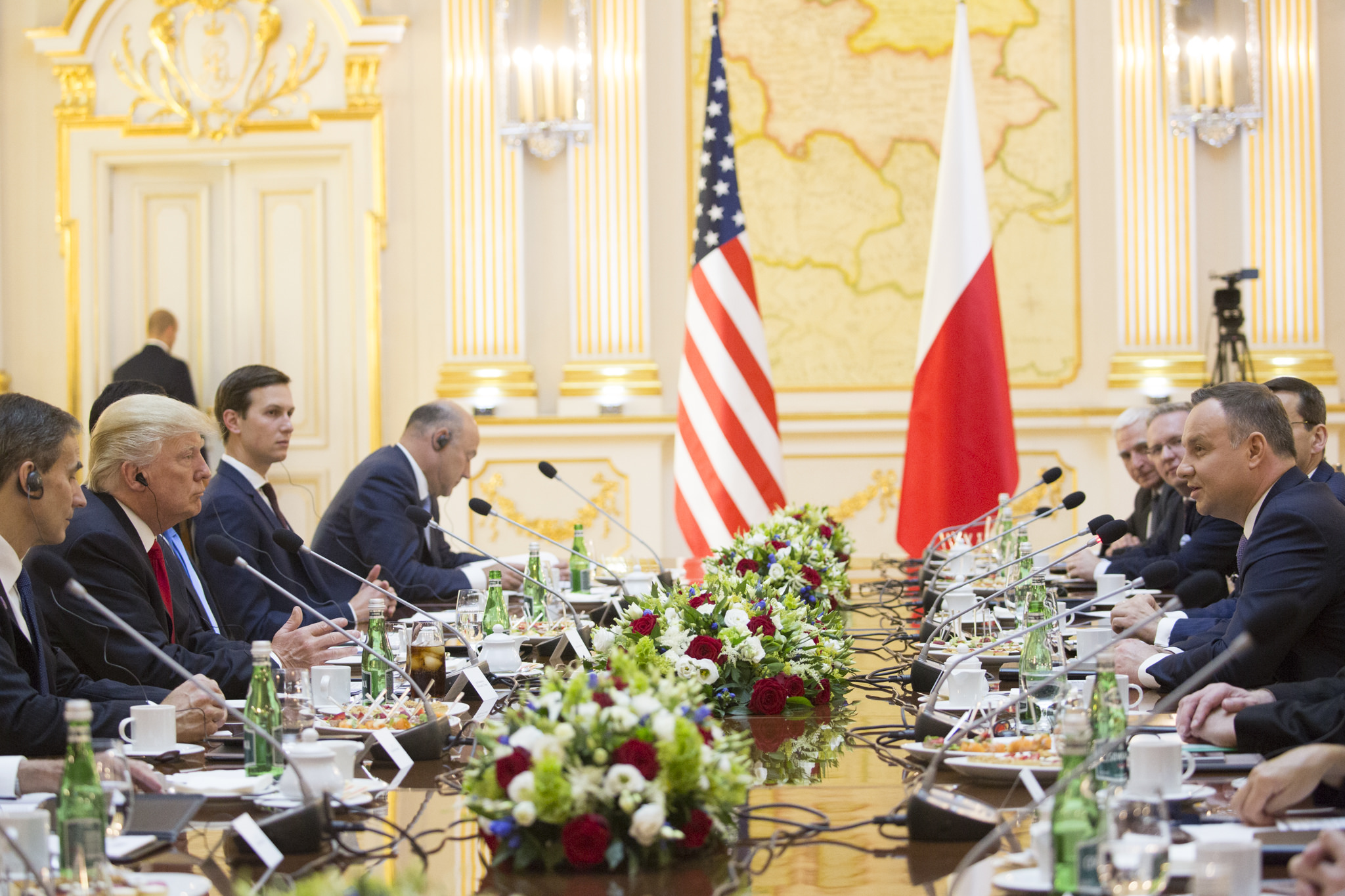
時任美國總統特朗普訪問波蘭，2017 年 7 月

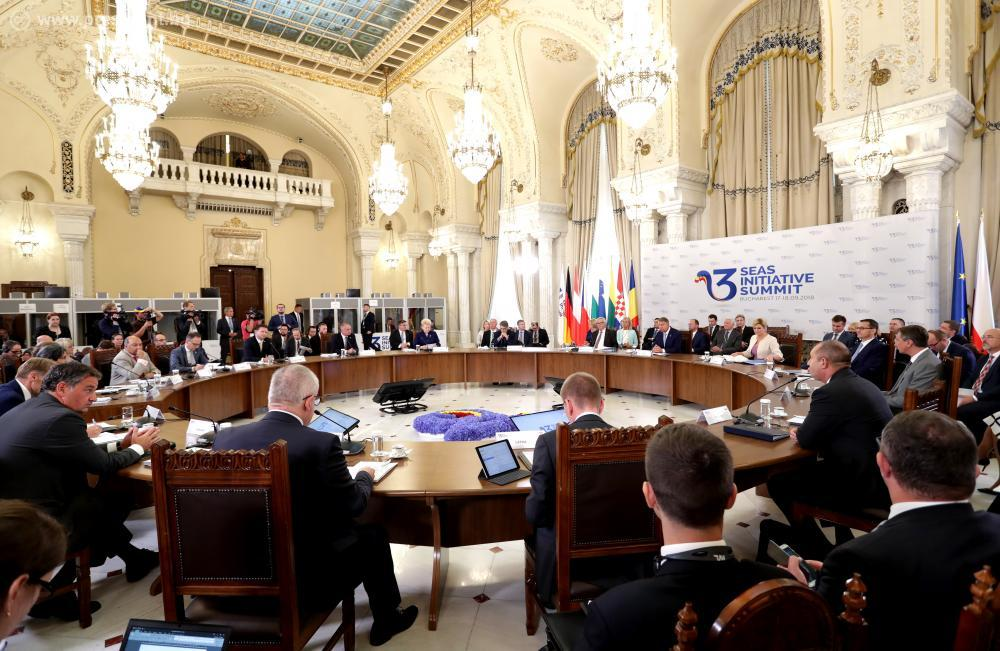
2018年布加勒斯特三海倡議峰會

|    | 日期                | 地点                 | 主办领导人                 | 注释                                                                                                   |
| -- | ------------------- | -------------------- | -------------------------- | --- |
| 1  | 2016年8月25日、26日 | 克罗地亚杜布羅夫尼克 | 科琳達·格拉巴爾-基塔羅維奇 | 首届峰會 中國外交部部長助理劉海星和前美國國家安全顧問詹姆斯·洛根·瓊斯出席                              |
| 2  | 2017年7月6日、7日   | 波兰华沙             | 安杰伊·杜达                | 時任美國總統特朗普出席                                                                                 |
| 3  | 2018年9月17日、18日 | 羅馬尼亞布加勒斯特   | 克劳斯·约翰尼斯            | 時任欧盟委员会主席让-克洛德·容克、時任德國外交部長海科·马斯、時任美国能源部长里克·佩里 出席            |
| 4  | 2019年6月5日、6日   | 斯洛文尼亚卢布尔雅那 | 博鲁特·帕霍尔              | 時任欧盟委员会主席让-克洛德·容克、時任德國總統弗兰克-瓦尔特·施泰因迈尔、時任美国能源部长里克·佩里 出席 |
| 5  | 2020年10月19日      | 爱沙尼亚塔林         | 克尔斯季·卡柳莱德          | 綫上會議                                                                                               |
| 6  | 2021年7月8日、9日   | 保加利亚索菲亞       | 魯門·拉德夫                | 美国、德国和欧盟委员会派高官出席，希腊共和国国家元首卡特里娜·萨克拉罗普卢出席                          |
| 7  | 2022年6月20日、21日 | 拉脫維亞里加         | 埃吉尔斯·莱维茨            | |
| 8  | 2023年9月6日、7日   | 罗马尼亚布加勒斯特   | 克劳斯·约翰尼斯            | 國際貨幣基金組織总裁克里斯塔利娜·格奥尔基耶娃出席 希腊成为该倡议的第13个成员，摩尔多瓦成为合作伙伴     |
| 9  | 2024年4月11日       | 立陶宛维尔纽斯       | 吉塔納斯·瑙塞達            | 日本成为第4个战略合作伙伴                                                                              |
| 10 | 2025年              | 波兰                 | 安杰伊·杜达                | |

## 外部連結
- 2021年峰會主頁介紹 （页面存档备份，存于）
- 2020 Official website （页面存档备份，存于）
- 2019 Official website （页面存档备份，存于）
- 2018 Official website （页面存档备份，存于）